# Peter Seppelfricke

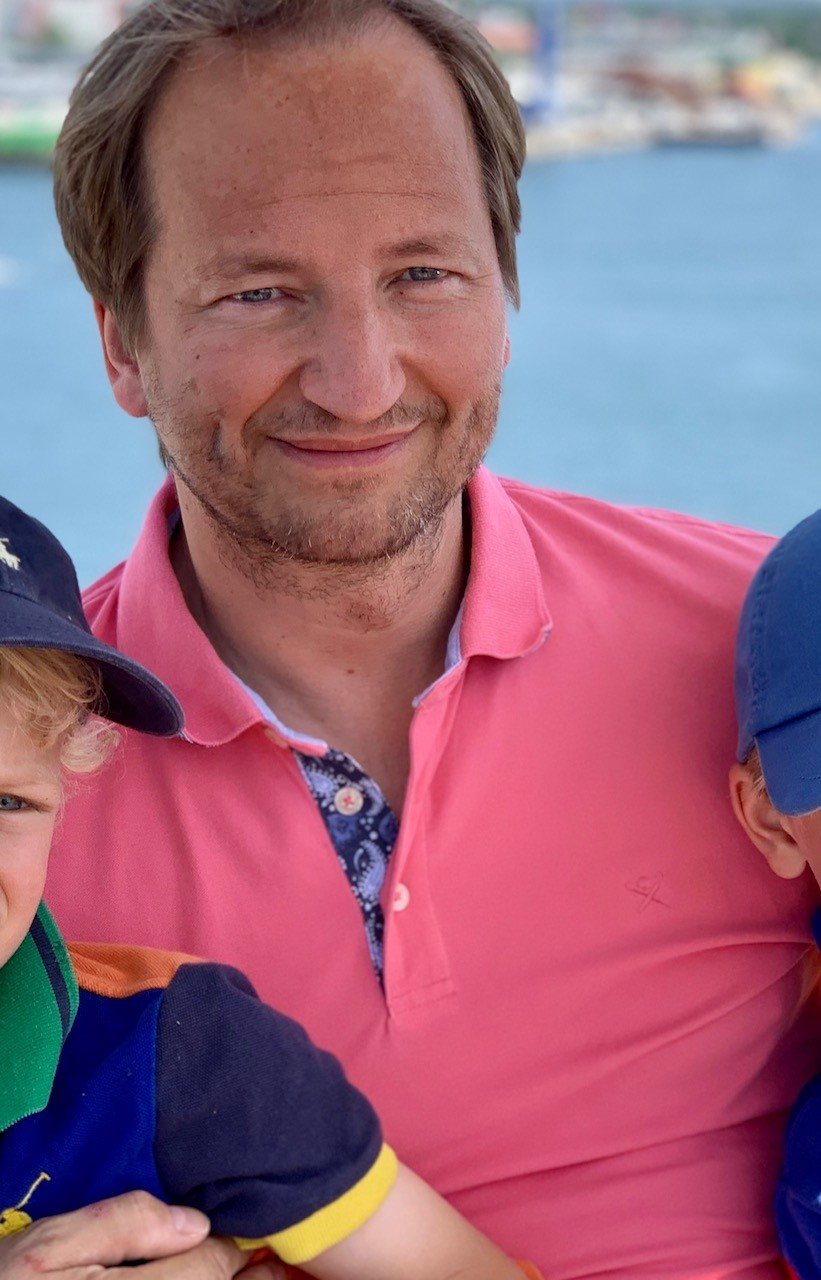
Peter Seppelfricke

Peter Seppelfricke (* 22. Februar 1968 in Gelsenkirchen) ist ein deutscher Ökonom und Hochschulprofessor. Sein Spezialgebiet ist die Analyse und Bewertung von Aktien und Unternehmen. Er lehrt und forscht an der Hochschule Osnabrück. Er ist verheiratet und lebt mit seiner Familie in Osnabrück.

## Leben und Wirken
Peter Seppelfricke stammt aus einer Unternehmerfamilie aus dem Ruhrgebiet. Sein Großvater Johann Seppelfricke gründete die Metallwerke Gebrüder Seppelfricke, in der sein Vater Aloys Seppelfricke lange Jahre Geschäftsführer war. Sein Großvater mütterlicherseits ist Otto Dietrich, Reichspressechef und Staatssekretär im Reichsministerium für Volksaufklärung und Propaganda. Sein Urgroßvater Theodor Reismann-Grone war Chefredakteur bei der „Rheinisch-Westfälischen Zeitung“ und von 1933 bis 1937 Oberbürgermeister der Stadt Essen.
Aufgewachsen in Herten-Westerholt, erwarb Seppelfricke 1987 das Abitur am Annette-von-Droste-Hülshoff-Gymnasium in Gelsenkirchen-Buer. Im Anschluss studierte er Volkswirtschaftslehre an der Christian-Albrechts-Universität in Kiel. Nach dem Studium wurde er wissenschaftlicher Mitarbeiter am Institut für Statistik und Ökonometrie der Universität Kiel und promovierte mit einem Stipendium der Deutschen Forschungsgemeinschaft bei Gerd Hansen über das Thema „Investitionen unter Unsicherheit“.
Nach der Promotion arbeitete Seppelfricke bei der Privatbank M.M.Warburg&CO in Hamburg, zunächst als Aktienanalyst, später als Projektleiter (Prokurist) im Bereich Corporate Finance der Bank. Im Jahre 2001 wurde er mit 32 Jahren auf eine Professur für Finanzwirtschaft an die Hochschule Osnabrück berufen. Seitdem lehrt und forscht er dort insbesondere über Fragen der Aktien- und Unternehmensbewertung. Er leitet den Masterstudiengang Controlling & Finanzen Osnabrück (Master CFO) und veranstaltet regelmäßig den Osnabrücker Finanztag. Neben seiner Hochschultätigkeit war er einige Jahre Vorstand einer Vermögensverwaltung in Düsseldorf. Daneben hat er einige Jahre einen Aktienfonds in München beraten.

## Monographien
- Investitionen unter Unsicherheit. Eine theoretische und empirische Untersuchung für die Bundesrepublik Deutschland (= Dissertation), Haag + Herchen, Frankfurt am Main 1996, ISBN 3-86137-473-0
- Handbuch Aktien- und Unternehmensbewertung. Bewertungsverfahren, Unternehmensanalyse, Erfolgsprognose, 4. Aufl., Schäffer-Poeschel, Stuttgart 2012, ISBN 978-3-7910-2879-8.
- Unternehmensanalysen. Wie man die Zukunft von Unternehmen prognostiziert, Schäffer-Poeschel, Stuttgart 2019, ISBN 978-3-7910-4433-0.
- Unternehmensbewertung. Methoden, Übersichten und Fakten für Praktiker, Schäffer-Poeschel, Stuttgart 2020, ISBN 978-3-7910-4734-8.